# Professor Irineu
Irineu Inácio da Silva (Vermelho Novo, 1 de fevereiro de 1958), mais conhecido como Professor Irineu, é um professor de ensino superior e político brasileiro. Foi deputado estadual por Minas Gerais.
Nas eleições de 2018, foi candidato a deputado estadual, sendo eleito com 21.845 votos.  

## Biografia
Em 2004 foi eleito para seu primeiro mandato como vereador pelo municipio de Contagem, tendo sido reeleito nos dois pleitos seguintes, 2008 e 2012.
É pós-graduado em matemática e antes de entrar na política atuou como professor, diretor e administrador na Fundação de Ensino de Contagem (FUNEC).